# Frontera entre el Turkmenistan i el Kazakhstan
La frontera entre el Turkmenistan i el Kazakhstan és una frontera que s'estén 379 kilòmetres en sentit est-oest en una corba que voreja la depressió Garabogazköl, separant el nord-est del Turkmenistan (província de Balkan) del sud-oest del Kazakhstan (província de Manguistau). A partir del litoral est de la mar Càspia, es dirigeix vers l'est fins al trifini entre el Kazakhstan, el Turkmenistan i l'Uzbekistan.
El Kazakhstan té una llarga història de dominació de l'Imperi Rus des del segle xvii. Després de la revolució soviètica va formar part de la URSS com a part del Turquestan. Fou l'última de les repúbliques en separar-se de la URSS. Per la seva banda, el Turkmenistan fou dominada pels russos des de 1869 i de la Unió Soviètica fins que es va independitzar el 1990.